# Стендал
Стендал (на френски: Stendhal), псевдоним на Анри Мари Бел (на френски: Marie-Henri Beyle), е френски писател. Той е известен с прецизния психологически анализ на своите герои.

## Биография
Роден е на 23 януари 1783 г. в Гренобъл, Франция. Прекарва детството си в нещастие. Мрази баща си и оплаква майка си, която е починала, докато той е бил малък. Единственият човек, който му дава искрица надежда, е неговата по-малка сестра Полин.
Времето, в което живее Стендал, оказва голямо влияние върху него, а именно Първата френска империя начело с Наполеон. Той пътува много, предимно из Германия. Като   част от Великата армия участва и в нахлуването в Русия през 1812 г. Най-силно се привързва към Италия, където прекарва голяма част от кариерата си като консул в Триест и Чивитавекия. Неговият роман „Пармският манастир“ е издаден първо в Италия, защото авторът смята, че тя е много по-подходяща и „страстна“ държава, отколкото възраждащата се Франция.

### Жените
Когато се завръща във Франция, писателят е обзет от страстта си към жените, която прераства в мания. Така получава вдъхновение за написването на множество художествени творби и дори един анализ на това какво е любовта, озаглавен „За любовта“. Тези негови размишления и други писания са причина той да бъде определян като романтически реалист, заради романтиката, която влага в тях.

### Музиката
Освен това Стендал е страстен почитател на музиката, по-конкретно на композитори като Чимароза, Моцарт и Росини, като дори написва доста пълна биография на Росини (1824), която е добре приета не заради историческата точност, а заради анализите на самата музика.

## Творчество
Бел използва псевдонима Стендал и така пише няколко от най-добрите си произведения като „Арманс“, „Червено и черно“, „Люсиен Льовен“. Този псевдоним е вдъхновен от немския град Stendal, родно място на известния по това време историк на изкуството и археолог Йохан Винкелман. Градът също е особено близо до мястото, където Стендал е живял през 1807 -1808 г. и където преживява страстен роман с Вилхелмина де Грисхайм.
Съвременниците му обаче недооценяват творбите на Стендал, които са написани през епохата на романтизма. Той бива признат едва през 20 век. А самият Стендал е сложил за мото на много от ръкописите си фразата „На малцината щастливци“, обръщайки се към онези, които в бъдеще ще разпознаят гения му.
В днешно време творбите му предизвикват интерес заради тънката ирония, психологическата дълбочина при обрисуването на взаимоотношенията между героите и историческите сведения, преплетени в едно перфектно цяло.
Стендал е автор и на множество книги, свързани с изкуството на Италия – монографията „История на живописта в Италия“, пътеписите „Рим, Неапол, Флоренция“ и „Разходки из Рим“, както и на памфлета „Расин и Шекспир“.
Великият писател умира през 1842 г. в Париж на 59 години.
Неговите шеговити мемоари, озаглавени „Спомени на еготиста“, са публикувани посмъртно през 1892. Тогава е издадена и автобиографичната му книга „Животът на Анри Брюлар“.